# McMullen, Alabama
McMullen là một thị trấn thuộc quận Pickens, tiểu bang Alabama, Hoa Kỳ. Dân số năm 2009 là 59 người, mật độ đạt 203 người/km².